# Meridiano 66 E
Meridiano 66 E é um meridiano que, partindo do Polo Norte, atravessa o Oceano Ártico, Europa, Ásia, Oceano Índico, Oceano Antártico, Antártida e chega ao Polo Sul. Forma um círculo máximo com o Meridiano 114 W.
Começando no Polo Norte, o meridiano 66º Este tem os seguintes cruzamentos:
| País, território ou mar | Notas                                                              |
| ----------------------- | ------------------------------------------------------------------ |
| Oceano Ártico           | Passa a leste da Ilha Graham Bell, Terra de Francisco José, Rússia |
| Oceano Ártico           | Mar de Barents                                                     |
| Rússia                  |                                                                    |
| Oceano Ártico           | Mar de Kara                                                        |
| Rússia                  |                                                                    |
| Cazaquistão             |                                                                    |
| Uzbequistão             |                                                                    |
| Turquemenistão          |                                                                    |
| Afeganistão             |                                                                    |
| Paquistão               |                                                                    |
| Oceano Índico           |                                                                    |
| Oceano Antártico        |                                                                    |
| Antártida               | Território Antártico Australiano, reivindicado pela Austrália      |